# Villa Archinto Pennati
La Villa Archinto Pennati si trova a Monza, in via Frisi ed è certamente l'edificio neoclassico più ragguardevole, eretto nella città dopo la costruzione della Villa Reale.

## Storia
La Villa fu costruita su ordine del conte Giuseppe Archinto (1783-1861), erede della vasta fortuna di famiglia. Nonostante il consistente patrimonio, alla sua morte, il figlio Luigi è obbligato a vendere la proprietà per motivi economici ai Padri Barnabiti (1862). Per dieci anni diventa un collegio maschile e nel 1873 viene ricomprata da Luigi Pennati.

## Architettura
Costruita nel 1829 su progetto di Luigi Canonica per la famiglia dei conti Archinto, la villa si sviluppava attorno ad un corpo centrale e due ali laterali che racchiudono un cortile pavimentato. Negli anni sono stati aggiunti corpi secondari ed attualmente si articola intorno a sei cortili interni.
La facciata lato strada risulta meno strutturata del lato giardino. Le ali porticate presentano altezze diverse dei piani e risultano interrotte nel punto d'innesto con il corpo padronale. Il cortile d'ingresso ha forma trapezoidale.
Sul lato interno si sviluppa una ricca facciata decorata da semicolonne ioniche, timpano e attico laterale. Il lato giardino dell'edificio è senza dubbio il più bello e prestigioso. Il corpo centrale è leggermente più alto e avanzato rispetto alle ali laterali. 
Un vasto "parco all'inglese", progettato da Giocondo Albertolli, arricchisce il complesso. Il parco è rimasto pressoché immutato e comprende una roggia ed un laghetto artificiale, due tempietti e una torre neomedievale.